# Novoazovsk
Novoazovsk (ukrainsk: Новоазовськ, Skabelon:Lang-rus) er en grænseby på den sydøstlige spids af Ukraine (nær grænsen til Rusland), der er administrativt centrum i Novoazovsk rajon (distrikt), i Donetsk oblast (provins). Byen har en befolkning på omkring 11.104 (2021).
- 1849–1923 Novonikolayevka
- 1923–1959 Budjonivka
- 1959–nuværende Novoazovsk

## Geografi
Novoazovsk ligger ved udmundingen af Hruzkyj Jalantjyk (ukrainsk Грузький Яланчик) ud i det Azovske Hav 112 km syd for oblastcentret Donetsk og 42 km øst for Mariupol.
Byen ligger ved Hovedvej M 14 mellem Mariupol og den russiske by Taganrog, 70 km væk.
Novoazovsk og de tilstødende områder er de eneste steder i Ukraine, hvor den stor måge (Larus ichthyaetus) lever.
- Strand i Novoazovsk
- Sankt Nicholas Kirke